# Until (Album)
Until ist das dritte Studioalbum der Berliner Musikgruppe Fewjar. Es wurde am 28. Oktober 2016 unter dem Label S.M.I.L.E. veröffentlicht und stilistisch kombiniert das Album Electro-Pop mit Elementen des Progressive-Rock.

## Hintergrund
Bei Until handelt es sich um ein Konzeptalbum, welches über die einzelnen Songs eine zusammenhängende Geschichte erzählt.

## Titelliste
1. Gemini – 3:26
2. Apart – 3:31
3. Lo (feat. Marti Fischer) – 3:24
4. Will You – 5:24
5. Then – 2:51
6. Going in Circles – 1:28
7. A Bleakbox Of Insights – 3:49
8. Indigo (feat. Michael Schulte) – 4:39
9. Carmine (feat. Michael Schulte) – 3:30
10. In Between Parabels (feat. Andre Moghimi, Camilla Fascina) – 3:56
11. Found – 0:36
12. Eris & Exile – 4:32
13. Pseudo – 3:07
14. Levitation – 4:13

## Charterfolge und Rezeption
| Kritiken     |           |
| Quelle       | Bewertung |
| musikreviews | [ 4 ]     |
| metal1       | [ 5 ]     |

- Das Online-Magazin musikreviews.de betont, dass sich Fewjar ganz klar von ihren Kollegen auf YouTube abheben und für einen anderen Standard stehen:

„Diese Gratwanderung zwischen Triphop, Ambient, lindem Indie Rock und Art Pop gelingt, weil FEWJAR überzeugende Songwriter sind, Jakob Joiko und Felix Denzer halten die Waage zwischen Pop-Gestus, inhaltlicher Tiefe und kleinen Experimenten auf eindrückliche Weise. Dabei bleibt die Atmosphäre verhalten nachtschattig, angenehm entspannt, verfällt weder in pathetisches Wehklagen, noch in belanglose Fahrstuhlmeditation. Mit Ecken und Kanten an den passenden Stellen und verdammt viel Gefühl zur rechten Zeit. […] [FEWJAR] zeigen, dass es auf Youtube eine andere, schönere und sinnigere Welt gibt als die von Bibis Beauty Palace und Konsorten.“

Als erstes Album der Band schaffte es den Einzug in die deutschen Albumcharts und erreichte dort Platz 78.